# Jarny
Jarny település Franciaországban, Meurthe-et-Moselle megyében. Lakosainak száma 8090 fő (2022. január 1.). Jarny Brainville, Bruville, Conflans-en-Jarnisy, Doncourt-lès-Conflans, Friauville, Giraumont, Labry és Ville-sur-Yron községekkel határos.

## Népesség
A település népességének változása:
| Lakosok száma | 9236 | 8849 | 8401 | 8452 | 8383 | 8307 | 8283 | 8219 | 8190 | 8090 |
|               | 1968 | 1982 | 1990 | 2006 | 2013 | 2015 | 2017 | 2019 | 2020 | 2022 |